# آتنا اشتیاقی
آتنا اشتیاقی (زادهٔ ۳ فروردین ۱۳۶۸) نوازندهٔ ویولنسل و کنترباس اهل ایران است.

## زندگی هنری
آتنا مستعان اشتیاقی در ۳ فروردین ۱۳۶۸ در تهران زاده شد. او در هنرستان موسیقی تهران در رشتهٔ نوازندگی تحصیل کرد و ساز ویلنسل را نزد کریم قربانی فراگرفت. پس از آن، تحصیلاتش را در دانشگاه علمی کاربردی ادامه داد اما به دلایلی دانشگاه را نیمه‌کاره رها کرد.
خانوادهٔ او از اهالی هنر هستند. پدر بزرگ او رضا هوشمند، مادربزرگش فرخ‌لقا هوشمند، مادرش فرشته هوشمند (مشهور به فرشته مهبان) و پدرش بهزاد اشتیاقی بازیگر بوده‌اند.
اشتیاقی در سال ۱۳۹۳ در کنار چند نوازندهٔ دیگر به عنوان برندهٔ تندیس بهترین نوازنده سازهای غربی در دومین جشن سالانهٔ موسیقی‌ما انتخاب شد.

## فعالیت‌ها و آثار
آتنا اشتیاقی سابقهٔ همکاری با ارکستر سمفونیک تهران را از سال ۱۳۸۵ تا ۱۳۹۰ در کارنامهٔ خود دارد و از سال ۱۳۸۹ در مقام نوازنده با ارکستر ملی ایران همکاری می‌کند. او همچنین نوازندهٔ پرفورمنس «نزدیک‌تر بیا … نزدیک‌تر … نزدیک‌تر از این؟» بود. این پرفورمنس به کارگردانی محمد پرویزی و با بازی پگاه آهنگرانی در سال ۱۳۹۱ در گالری شیرین اجرا شد. نوازندگی در کنسرت‌های «شهر خاموش» کیهان کلهر به همراه کوارتت «مینیاتور» و همکاری با فریدون بهرامی در آلبوم «آبی دور» ، منتشر شده به سال ۱۳۹۷، از دیگر فعالیت‌های او بوده‌است. او با «ارکستر زهی پارسیان»، «ارکستر زهی نیاوران»، «ارکستر مجلسی تهران» و «گروه آوازی تهران» نیز همکاری داشته‌است.
او همچنین در مهر ۱۳۹۴ در کنسرت محمدرضا شجریان در قونیه با ساز «شهنواز» شرکت داشت و در سال ۱۳۹۵ در تور کنسرت «ناگفته» به خوانندگی شهرام ناظری و حافظ ناظری حضور داشت.
اشتیاقی در بسیاری از آلبوم‌های موسیقی ویولنسل یا کنترباس نواخته‌است. برخی از این آثار در جدول زیر آمده‌است.
| عنوان آلبوم               | آهنگساز            | خواننده                      |
| ------------------------- | ------------------ | ---------------------------- |
| دیوِرتیمِنتو                | احمد پژمان         |                              |
| امشب کنار غزل‌های من بخواب | فردین خلعتبری      | همایون شجریان                |
| ایران من                  | سهراب پورناظری     | همایون شجریان                |
| عطار                      | آرش کامور          | وحید تاج                     |
| فروغ                      | سامان صمیمی        | علیرضا قربانی                |
| دخت پری‌وار                | مهیار علیزاده      | علیرضا قربانی                |
| چه آتش‌ها                  | علی قمصری          | همایون شجریان                |
| آرایش غلیظ                | سهراب پورناظری     | همایون شجریان                |
| چهارشنبه سوری             | اولین باغچه‌بان     | غزل شاکری                    |
| کجاست خانهٔ باد            | پیمان خازنی        | الهام پاوه‌نژاد (گوینده)      |
| شب زیبا                   | جواد بطحایی        | سالار عقیلی                  |
| بی محابا                  | ابراهیم طهرانی‌پور  | محمد معتمدی                  |
| رفته ز دل                 | پیمان خازنی        | مجید حسین‌خانی و آوا عباس‌زاده |
| حاجیلیتو                  | امید حاجیلی        | امید حاجیلی                  |
| همه این روزها             | کارن همایون‌فر      |                              |
| دیروز تا امروز            | امین هنرمند        |                              |
| خروش                      | مجید درخشانی       | مجتبی عسگری                  |
| جرعه‌ای دگر                | مزدا انصاری        | سبحان مهدی‌پور                |
| پناه می‌برم به تو          | پیمان خازنی        | پیمان خازنی و صبا دارونی     |
| تا همیشه                  | پویان رمضانی       | هادی فیض آبادی               |
| گرامافون                  | محمد وکیلی (تنظیم) | علیرضا پوراستاد              |
| ایماژ                     | سهیل شیرنگی        |                              |
| از ارس                    | سالار زمانیان      |                              |